# Alfred Sachs
Alfred Sachs (n. 3 iulie 1907, Pforzheim – d. 2 decembrie 1990, Waldshut) a fost un sculptor german.
Studii la Academiile de artă din Karlsruhe și Dresda. A fost căsătorit cu cântăreața Alice Gerdes, cu care a avut 3 copii.